# Liste von Persönlichkeiten aus dem Ruhrgebiet
Diese Liste von Persönlichkeiten aus dem Ruhrgebiet verweist auf bedeutende Personen aus Politik, Wirtschaft, Wissenschaft, Kultur, Sport und der Geschichte, die im Ruhrgebiet geboren sind oder hier leb(t)en und wirk(t)en.

## Bildung
- Wolfgang Brüggemann (1926–2014), Pädagoge und Wissenschafts- und Bildungspolitiker
- Dore Jacobs (1894–1979), Pädagogin und Gründerin der Bundesschule für Körperbildung und rhythmische Erziehung
- Klaus Schulte (1930–2016), Sprachwissenschaftler und Gehörlosenpädagoge

## Kunst und Kultur

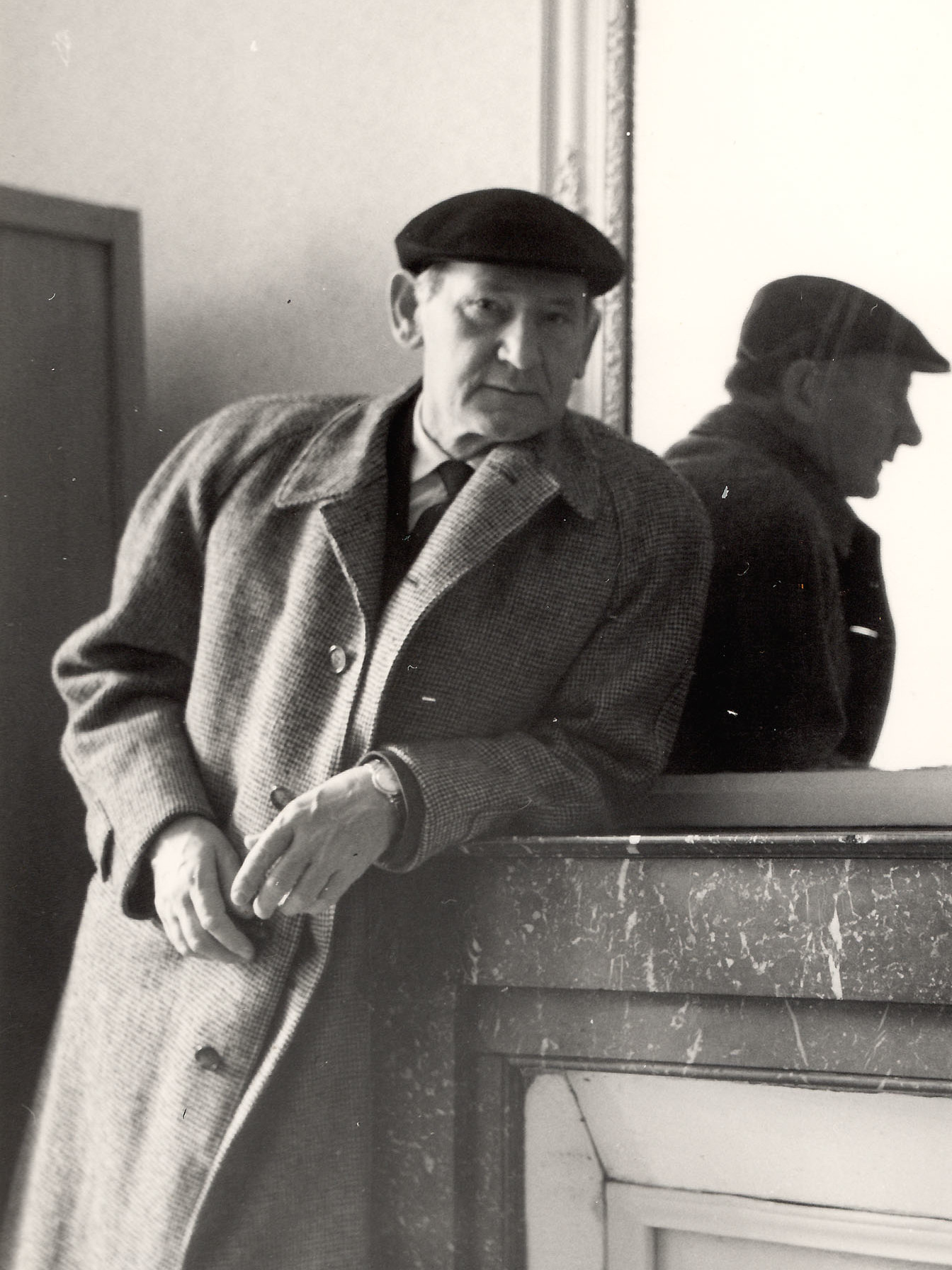
Anton Stankowski (1906–1998), Grafik-Designer, Fotograf und Maler

### Design und Fotografie
- Peter Kallwitz (* 1951), Internationaler Fotograf, Kurzfilmer
- Brigitte Kraemer (* 1954), Fotografin
- Anton Stankowski (1906–1998), Grafik-Designer, Fotograf und Maler
- Otto Steinert (1915–1978), Fotograf
- Josef H. Neumann (* 1953), Fotodesigner, Fotokünstler u. Autor
- Harald Mante (* 1936), Fotograf, Hochschullehrer u. Autor

### Film
- Tom Briele (* 1956), Dokumentarfilmer
- Christoph Schlingensief (1960–2010), Regisseur, Autor und Aktionskünstler
- Wim Thoelke (1927–1995), Showmaster und Sportmoderator
- Adolf Winkelmann (* 1946), Regisseur, Filmproduzent und Professor für Filmdesign
- Sönke Wortmann (* 1959), Regisseur und Produzent
- Peter Thorwarth (* 1971), Regisseur und Drehbuchautor.

### Journalismus

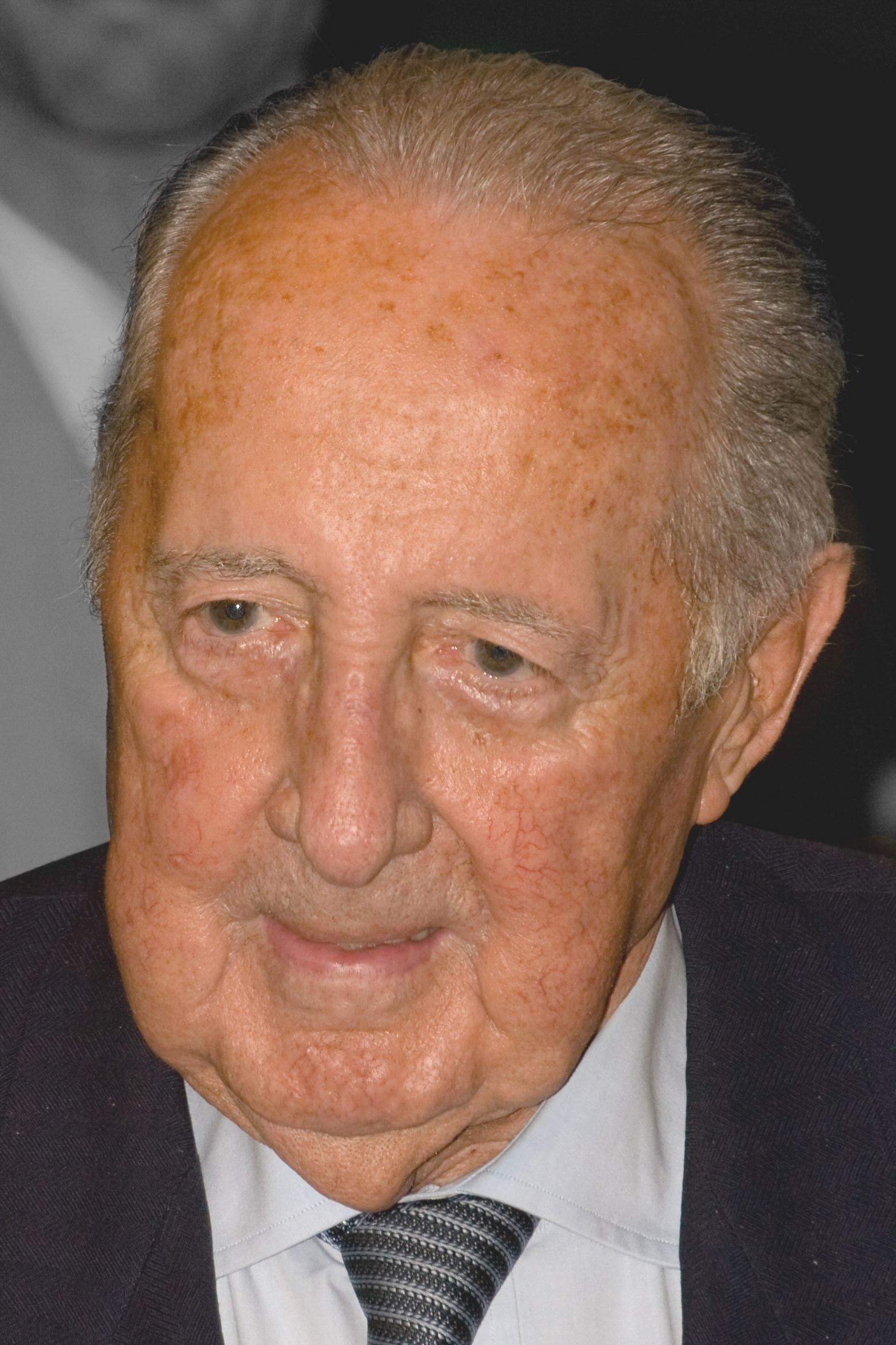
Peter Scholl-Latour (1924–2014), deutsch-französischer Journalist und Publizist

- Randy Braumann (1934–2020), Journalist, einer der bekanntesten deutschen Kriegsjournalisten der 1970er-Jahre
- Manfred Breuckmann (* 1951), Journalist und Radiomoderator
- Friedrich Küppersbusch (* 1961), Journalist, Moderator und Produzent
- Peter Scholl-Latour (1924–2014), Journalist und Publizist
- Michael Steinbrecher (* 1965), Journalist und Fernsehmoderator

### Kabarett
- Ingo Appelt (* 1967), Kabarettist
- Hennes Bender (* 1968), Komiker

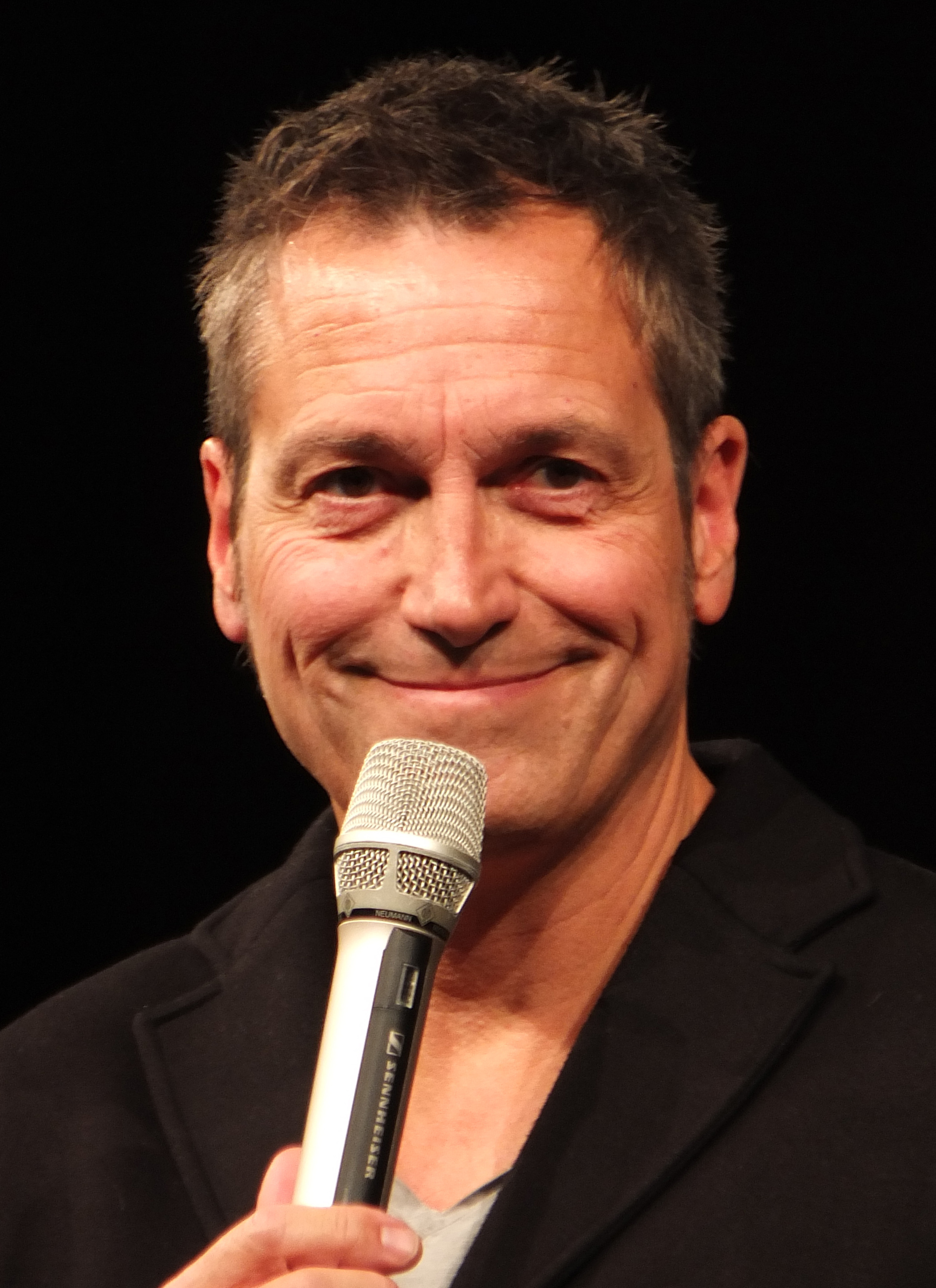
Dieter Nuhr (* 1960), deutscher Kabarettist, Komiker, Autor und Moderator

- Elke Heidenreich (* 1943), „Else Stratmann“, Kabarettistin, Autorin, Moderatorin und Journalistin
- Gerburg Jahnke (* 1955), Kabarettistin
- Stefan Jürgens (* 1963), Kabarettist und Schauspieler
- Hape Kerkeling (* 1964), Kabarettist und Komiker
- Piet Klocke (* 1957), Autor, Kabarettist und Schauspieler
- Bruno Knust (* 1954), „Günna“, Kabarettist
- Uwe Lyko (* 1954), „Herbert Knebel“, Kabarettist und Komiker
- Jochen Malmsheimer (* 1961), Kabarettist
- Jürgen von Manger (1923–1994), „Adolf Tegtmeier“, Schauspieler, literarischer Kabarettist und Komiker
- Dieter Nuhr (* 1960), Kabarettist, Komiker, Autor und Moderator
- Hans Werner Olm (* 1955), Kabarettist
- Hagen Rether (* 1969), Kabarettist
- Darsteller des Atze Schröder, Comedian
- Kai Magnus Sting (* 1978), Kabarettist, Schriftsteller, Moderator und Schauspieler
- Ludger Stratmann (1948–2021), „Doktor Stratmann“, Kabarettist und Komiker
- Stephanie Überall (* 1959), Kabarettistin
- Torsten Sträter (* 1966), Komiker, Kabarettist, Slam-Poet

### Malerei

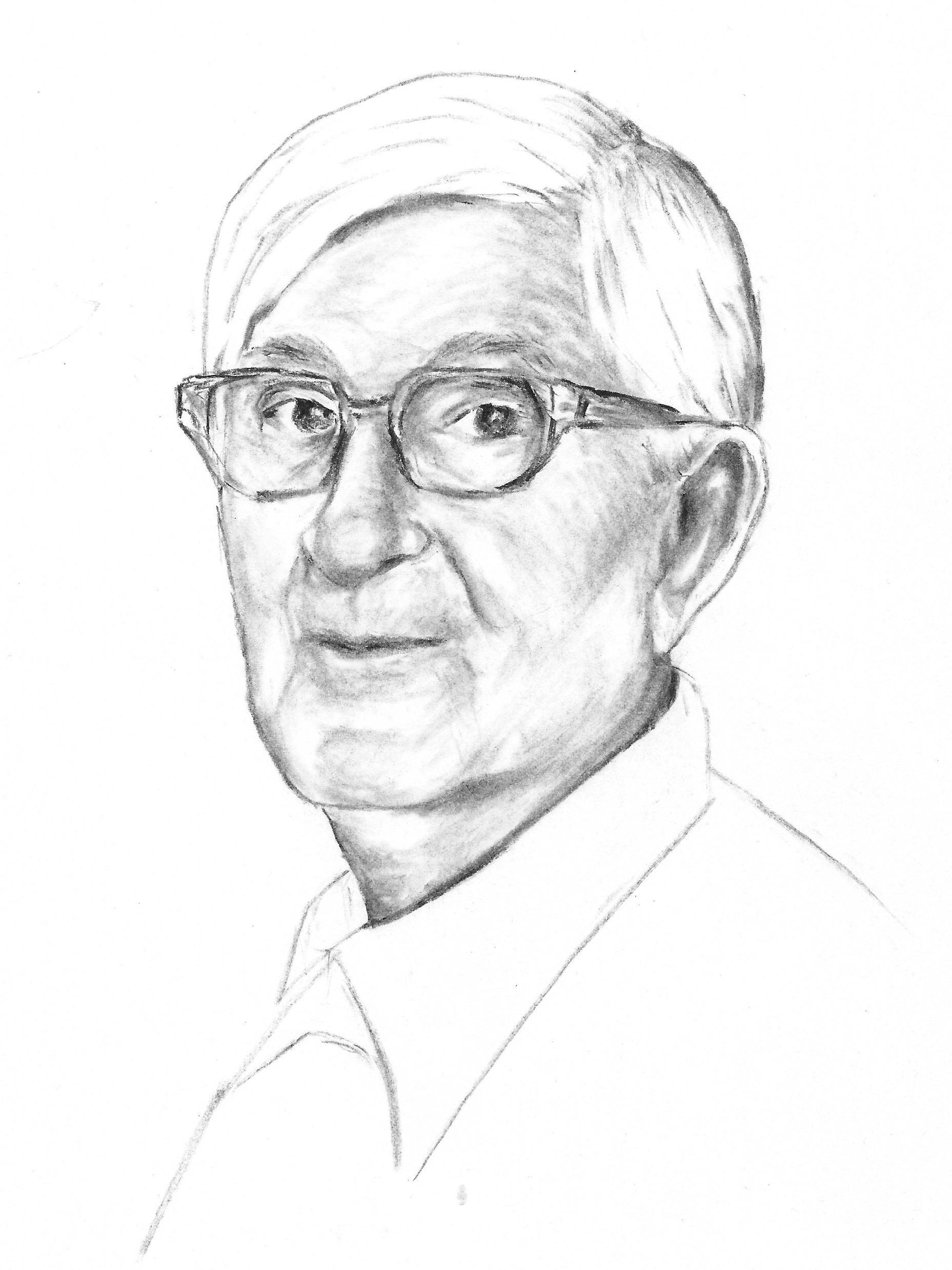
Josef Albers (1888–1976), deutscher Maler, Kunsttheoretiker und -pädagoge

- Josef Albers (1888–1976), Maler, Kunsttheoretiker und -pädagoge
- Derick Baegert (1440–1515), Maler
- Benno Elkan (1877–1960), Bildhauer
- Jürgen Grislawski (* 1955), Maler
- Wilhelm Lehmbruck (1881–1919), Bildhauer, Grafiker und Medailleur
- Josef Müller (1936–2021), Maler und Grafiker
- Karl Rainer (1910–1999), Maler, Grafiker und Kunstpädagoge
- Alfred Schmidt (1930–1997), Kunstmaler, Zeichner, Werbedesigner und Autor
- Emil Schumacher (1912–1999), Maler und Vertreter des Informel
- Karl Schwesig (1898–1955), Maler und Oppositioneller in der Zeit des NS
- Conrad von Soest (1330–1422), Maler
- Hans Tombrock (1895–1966), Maler

### Musik

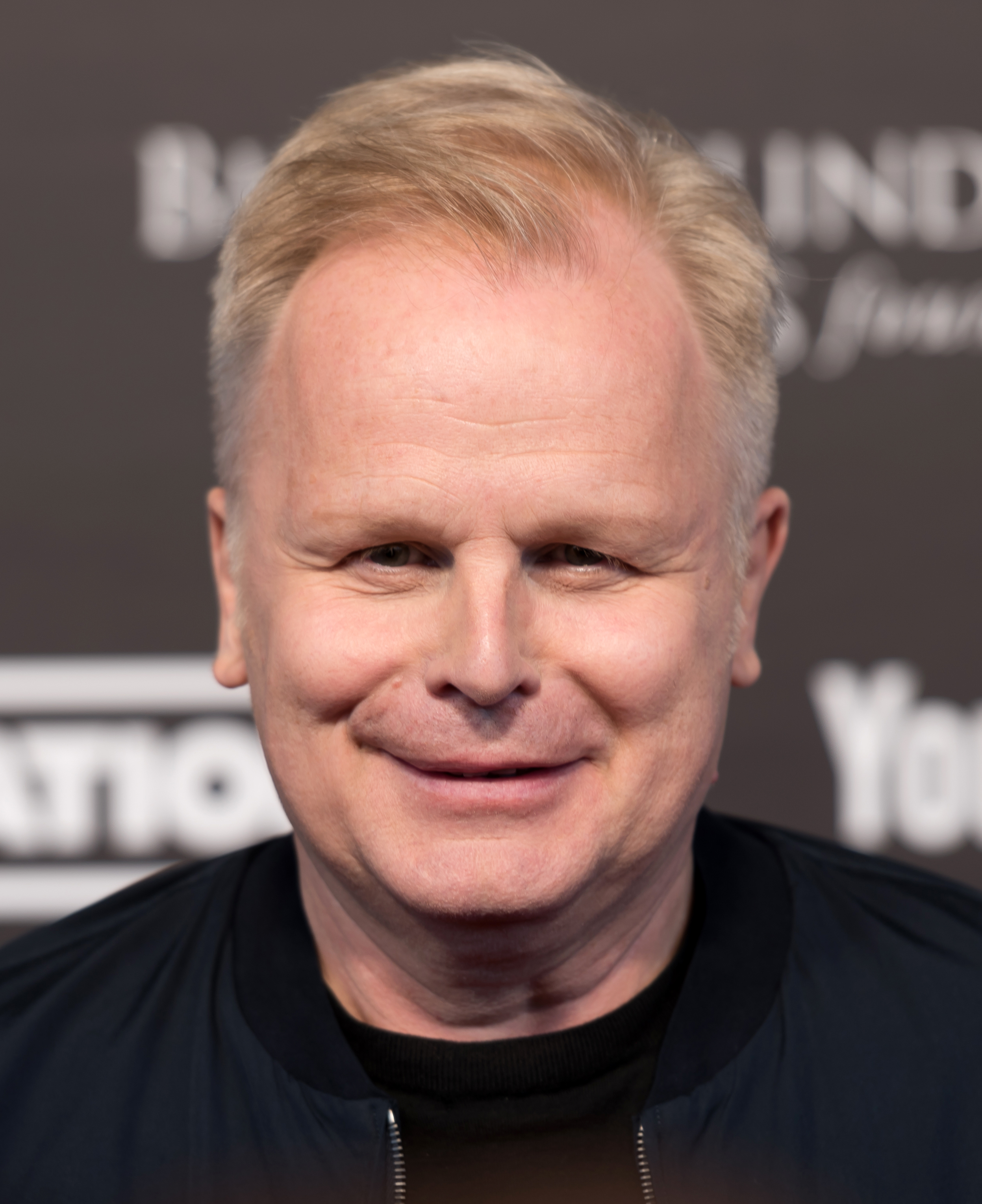
Herbert Grönemeyer (* 1956), deutscher Musiker und Schauspieler

- Herbert Grönemeyer (* 1956), Musiker, Musikproduzent, Sänger, Komponist, Texter und Schauspieler
- Nicolaus A. Huber (* 1939), Komponist
- Annette Humpe (* 1950), Sängerin und Musikproduzentin. Ich + Ich mit Adel Tawil
- Inga Humpe (* 1956), Sängerin, Komponistin und Texterin. Mitglied von 2raumwohnung
- Theo Jörgensmann (* 1948), Klarinettist, Jazz-Musiker, Komponist
- Eckard Koltermann (* 1958), Bass-Klarinettist, Jazz-Musiker, Komponist
- Nena (* 1960), Popmusikerin
- Helge Schneider (* 1955), Unterhaltungskünstler, Komiker, Kabarettist, Schriftsteller, Film- und Theaterregisseur, Schauspieler und Multiinstrumentalist
- Rudolf Schock (1915–1986), Opernsänger
- Claire Waldoff (1884–1957), Chansonnière
- Wolfgang Wendland (* 1962), Musiker, Filmemacher, Schauspieler, Politiker und Satiriker
- Juliane Werding (* 1956), Sängerin
- Markus Emanuel Zaja (* 1964), Klarinettist, Saxophonist
- Ramin Djawadi (* 1974), Spiele- und Filmmusik-Komponist

### Schauspiel und Theater
- Dietmar Bär (* 1961), Schauspieler

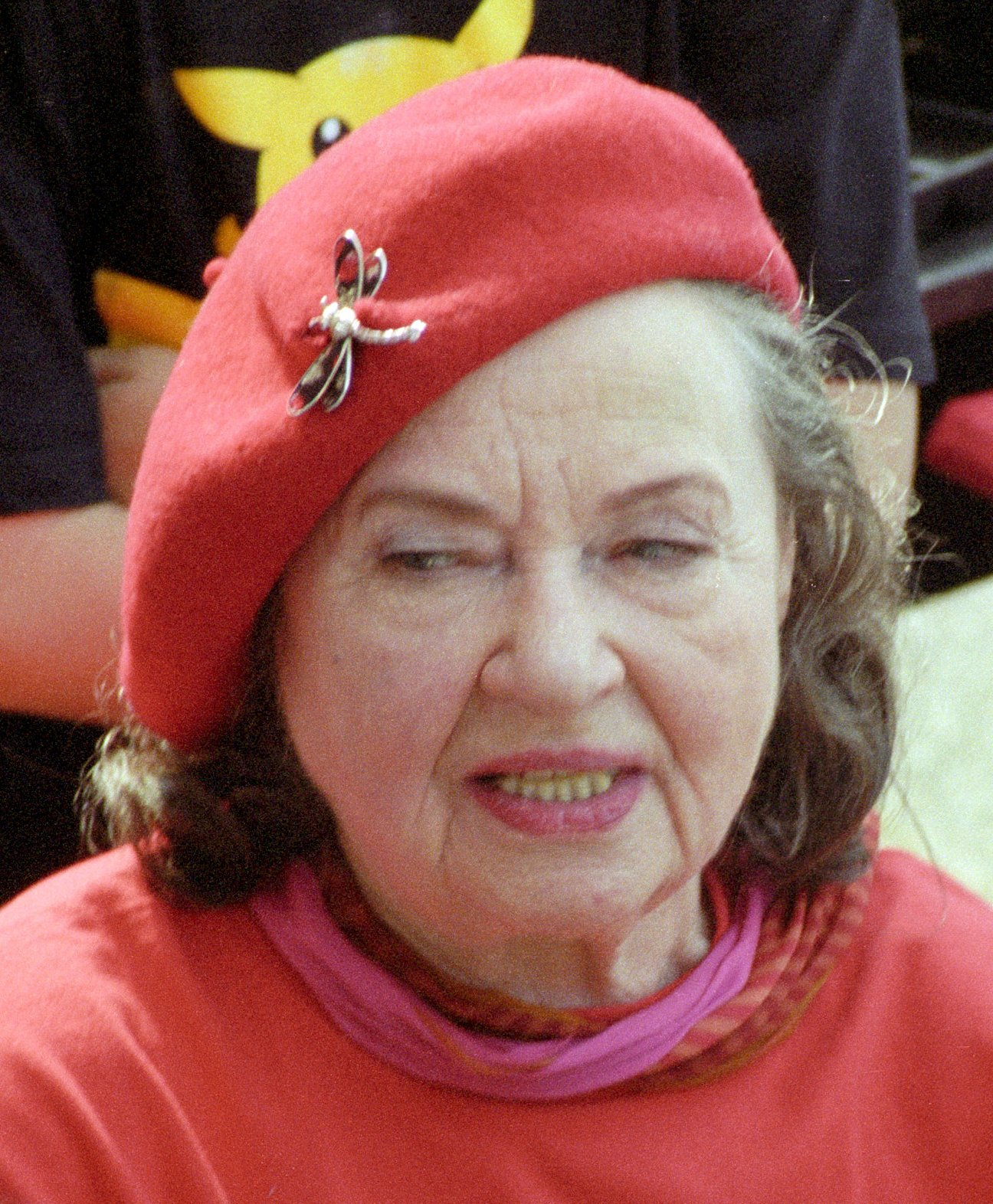
Tana Schanzara (1925–2008), deutsche Schauspielerin

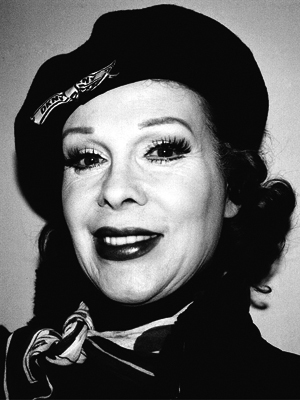
Elisabeth Volkmann (1936–2006), deutsche Schauspielerin

- Roberto Ciulli (* 1934), Theaterregisseur, Leiter des Theaters an der Ruhr
- Otto Gebühr (1877–1954), Schauspieler
- Robert Graf (1923–1966), Schauspieler
- Patrick Joswig (* 1975), Schauspieler
- Diether Krebs (1947–2000), Schauspieler, Kabarettist, Komiker
- Joachim Król (* 1957), Schauspieler
- Jürgen von Manger (1923–1994), „Adolf Tegtmeier“, Schauspieler, Kabarettist, Komiker
- Ralf Moeller (* 1959), Schauspieler
- Dieter Pfaff (1947–2013), Schauspieler
- Rudolf Platte (1904–1984), Schauspieler
- Ralf Richter (* 1957), Schauspieler
- Heinz Rühmann (1902–1994), Schauspieler
- Tana Schanzara (1925–2008), Schauspielerin
- Rupert Seidl (* 1955), Schauspieler
- Steven Sloane (* 1958), Dirigent
- Stefan Soltesz (1949–2022), Dirigent, von 1997 bis 2013 Intendant des Aalto-Musiktheaters sowie Generalmusikdirektor in Essen
- Christian Stratmann (* 1951), Prinzipal
- Willi Thomczyk (* 1953), Schauspieler
- Elisabeth Volkmann (1936–2006), Schauspielerin
- Tanja Wedhorn (* 1971), Schauspielerin

### Schriftstellerei

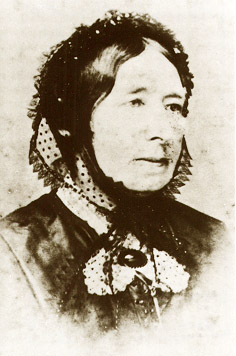
Henriette Davidis (1801–1876), deutsche Kochbuchautorin

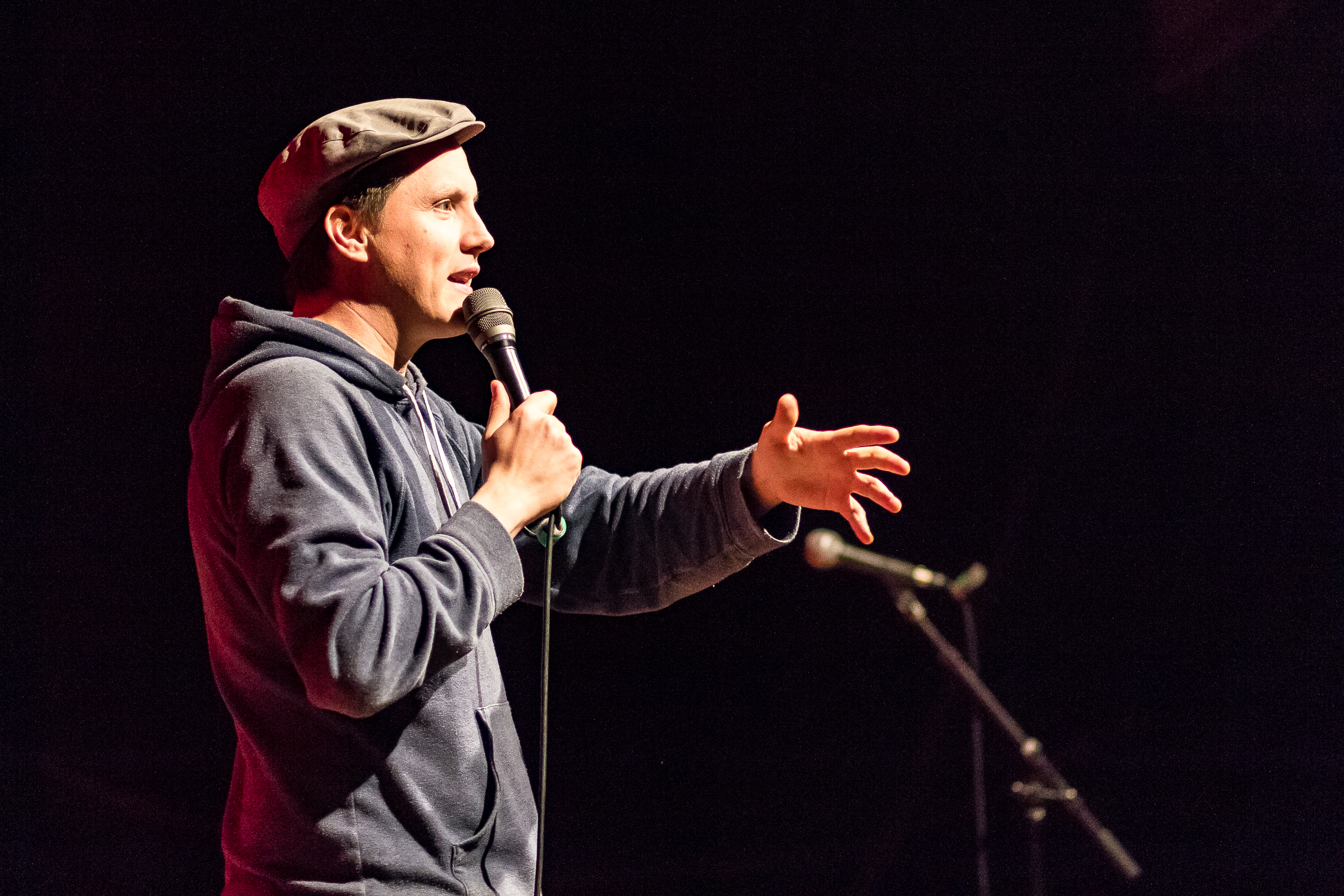
Sebastian 23 (* 1979), deutscher Autor und Poetry-Slammer

- Werner Boschmann (* 1950), Autor und Verleger
- Hans Henning Claer (1931–2002), Schriftsteller
- Henriette Davidis (1801–1876), Kochbuchautorin
- Walter Dirks (1901–1991), Schriftsteller
- Fritz Eckenga (* 1955), Autor, Musiker und Kabarettist
- Marion Gay (* 1968), Schriftstellerin
- Kurt Goldstein (1914–2007), Schriftsteller, Verfolgter des NS-Regimes
- Frank Goosen (* 1966), Kabarettist und Autor
- Max von der Grün (1926–2005), Schriftsteller
- Roland Koch (* 1959), Schriftsteller
- Carl Arnold Kortum (1745–1824), Arzt und Schriftsteller
- Gerd Hergen Lübben (* 1937), Autor, Kultur- und Bildungsarbeiter
- Arnold Mallinckrodt (1768–1825), Publizist und Schriftsteller
- Hans Marchwitza (1890–1965), Arbeiterdichter, Schriftsteller und Kommunist
- Josef Reding (1929–2020), Schriftsteller
- Ralf Rothmann (* 1953), Schriftsteller
- Sebastian 23 (* 1979), Autor und Slam-Poet
- Torsten Sträter (* 1966), Autor und Kabarettist

### Sonstige
- Carlernst Kürten (1921–2000), Bildhauer
- Ulrich Schriewer (* 1949), bildender Künstler
- Otmar Alt (* 1940), Maler, Grafiker, Designer und Bildhauer
- Jürgen Störr (* 1954), Künstler und Professor, Gründer und Leiter der Ruhrakademie, Eigentümer von Schloss „Haus Ruhr“

## Medizin
- Peter Altmeyer (* 1945), Dermatologe
- Jürgen Braun (* 1953), Rheumatologe
- Raimund Erbel (* 1948), Kardiologe

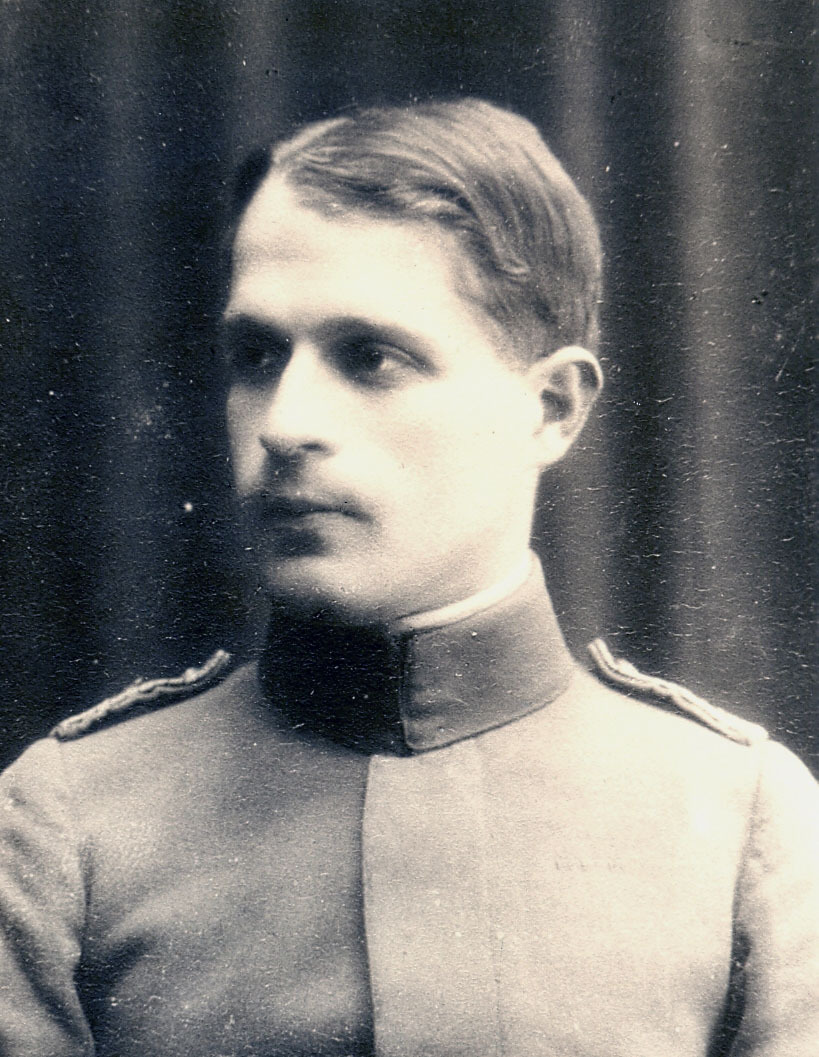
Robert Nußbaum (1892–1941), Arzt und Philanthrop

- Martin Exner (* 1951), Mediziner und Direktor des Zentrums für Infektiologie und Infektionsschutz der Universität Bonn
- Dietrich Grönemeyer (* 1952), Mediziner, Stifter und „Vater der Mikrotherapie“
- Carola Holzner (* 1982), Medizinerin, Videobloggerin, „Doc Caro“
- Hendrik Lehnert (* 1954), Internist und Rektor der Universität Salzburg
- Gerhard Meyer-Schwickerath (1920–1992), Ophthalmologe
- Alfred Möhlenbruch (1912–1973), Mediziner
- Katrin Neumann (* 1961), Ärztin und Professorin
- Robert Nußbaum (1892–1941), Arzt und Philanthrop
- Thomas Olbricht (* 1948), Chemiker, Arzt, Kunstsammler
- Theo R. Payk (* 1938), Psychiater
- Thomas Philipp (* 1942), Internist und Hochschullehrer
- Konrad Schily (* 1937), Mediziner und Politiker
- Hans-Werner Schlipköter (1924–2010), Mediziner, Vater der Umweltmedizin
- Clemens Schmeck (1918–1984), Arzt und Pionier der Luftreinhaltung in Deutschland

## Militär
- Wilhelm Canaris (1887–1945), Admiral
- Wolf-Jürgen Stahl (* 1964), Brigadegeneral des Heeres der Bundeswehr

## Philanthropie
- Karl Ernst Osthaus (1874–1921), Kunstmäzen und -sammler

## Philosophie und Religion

### Philosophie

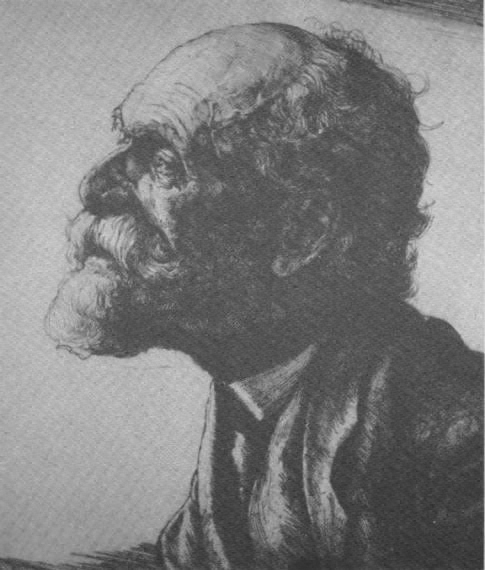
Ernst Marcus (1856–1928), Philosoph und Jurist

- Ernst Marcus (1856–1928), Philosoph und Jurist

### Religion
- Martin Arnold (* 1946), Friedensforscher und ev. Pfarrer
- Aloys Butzkamm (1935–2016), kath. Theologe, Priester, Kunsthistoriker, Psychologe
- Albert Dölken O.Praem. (* 1960), Abt von Hamborn
- Nikolaus Groß (1898–1945), Katholischer Gewerkschafter, Opfer der NS-Diktatur
- Franz Hengsbach (1910–1991), Erster Bischof von Essen, Kardinal
- Eduard Klinik (1919–1942), Widerstandskämpfer und Märtyrer
- Jordan Mai (1866–1922), Franziskaner
- Werner Sanß (1913–2004), evgl. Pfarrer und Friedensaktivist
- Wenceslaus Straussfeld (1867–1933), Theologe, Seelsorger und Kirchenpolitiker

## Politik
- Bärbel Bas (* 1968), Politikerin

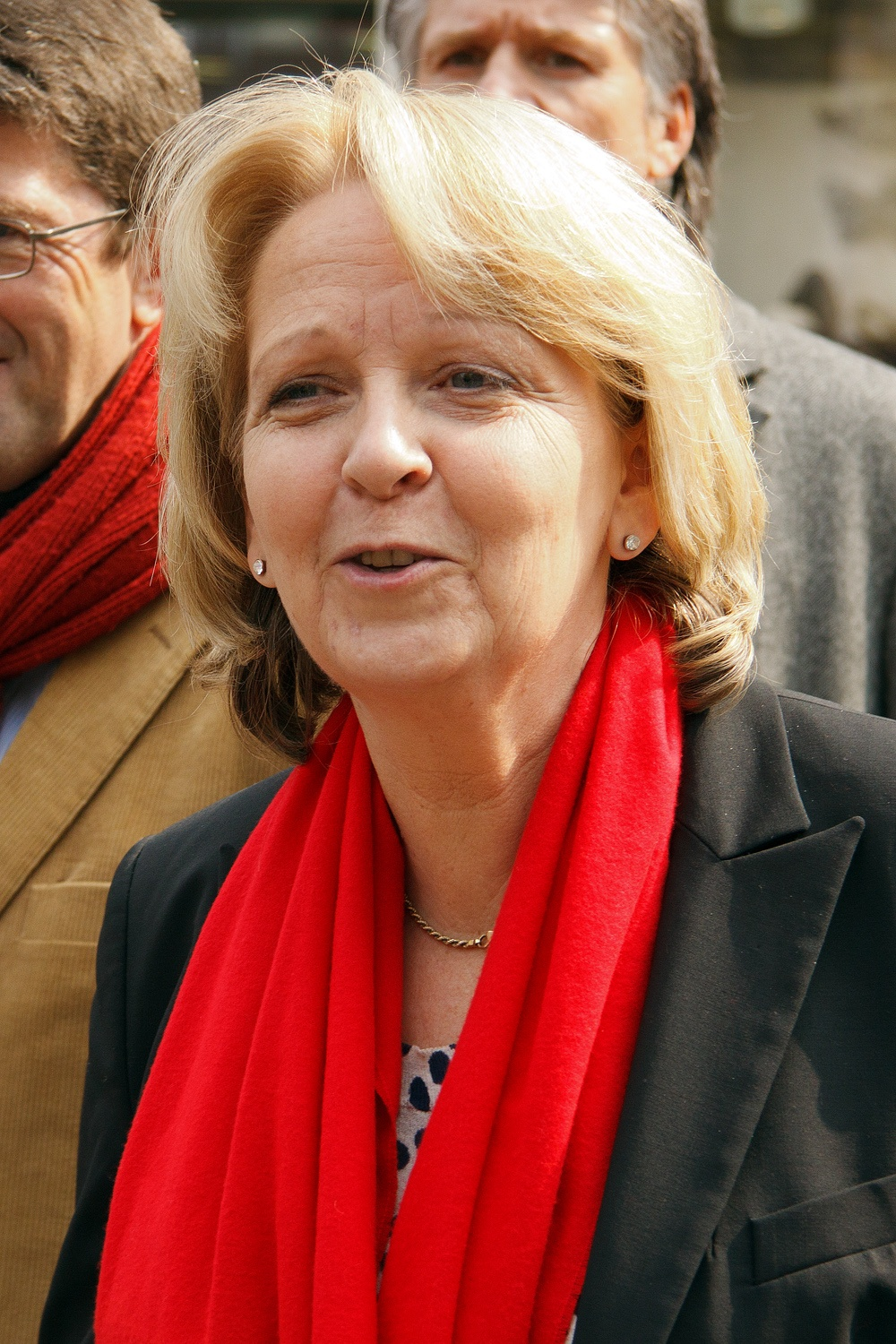
Hannelore Kraft (* 1961), deutsche Politikerin (SPD)

- Wolfgang Clement (1940–2020), Politiker und Manager
- Gustav Heinemann (1899–1976), Politiker
- Stephan Holthoff-Pförtner (* 1948), Rechtsanwalt, Medienunternehmer, Lobbyist und Politiker
- Fritz Husemann (1873–1935), Politiker und Gewerkschafter
- Leo Johnen (1901–1989), Politiker
- Hannelore Kraft (* 1961), Politikerin
- Norbert Lammert (* 1948), Politiker, Vorsitzender der Konrad-Adenauer-Stiftung
- Adolf Meinberg (1893–1955), Arbeiterführer und Publizist
- Paul Mikat (1924–2011), Professor für Bürgerliches Recht, Rechtsgeschichte und Kirchenrecht, Politiker und von 1962 bis 1966 Kultusminister von Nordrhein-Westfalen
- Alex Möller (1903–1985), Politiker
- Heinrich Johann Friedrich Ostermann (1687–1747), russischer Diplomat und Staatsmann
- Franziska Christine von Pfalz-Sulzbach (1696–1776), Fürstäbtissin in Essen
- Johannes Rau (1931–2006), Politiker, von 1999 bis 2004 der achte Bundespräsident der Bundesrepublik Deutschland
- Axel Schäfer (* 1952), Politiker
- Otto Schily (* 1932), Politiker
- Carl Severing (1875–1952), Politiker
- Heinrich Friedrich Karl vom und zum Stein (1757–1831), Preußischer Beamter, Staatsmann und Reformer
- Carl von Wedelstaedt (1864–1959), Politiker

## Sport

### Fußball

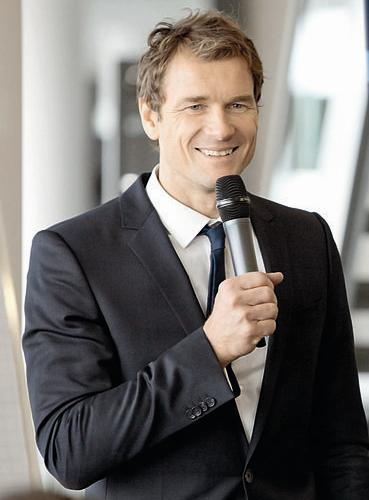
Jens Lehmann (* 1969), deutscher Torhüter und Trainer

- Rudi Assauer (1944–2019), Fußballspieler und -manager
- Manfred Burgsmüller (1949–2019), Fußball- und American-Football-Spieler
- Ernst Kuzorra (1905–1990), Fußballspieler
- Jens Lehmann (* 1969), Fußballspieler und -trainer
- Reinhard Libuda (1943–1996), Fußballspieler
- Manuel Neuer (* 1986), Fußballspieler, Weltmeister 2014
- Mesut Özil (* 1988), Fußballspieler, Weltmeister 2014
- Helmut Rahn (1929–2003), Fußballspieler, Weltmeister 1954
- Otto Rehhagel (* 1938), Fußballspieler und -trainer

### Sonstige
- Gustav Kilian (1907–2000), Radprofi und Radsporttrainer
- Mark Warnecke (* 1970), Schwimmer
- Heinz Wewering (* 1950), Trabrennsportler
- Willi Wülbeck (* 1954), Leichtathlet und Olympiateilnehmer

## Wirtschaft

### Industrie

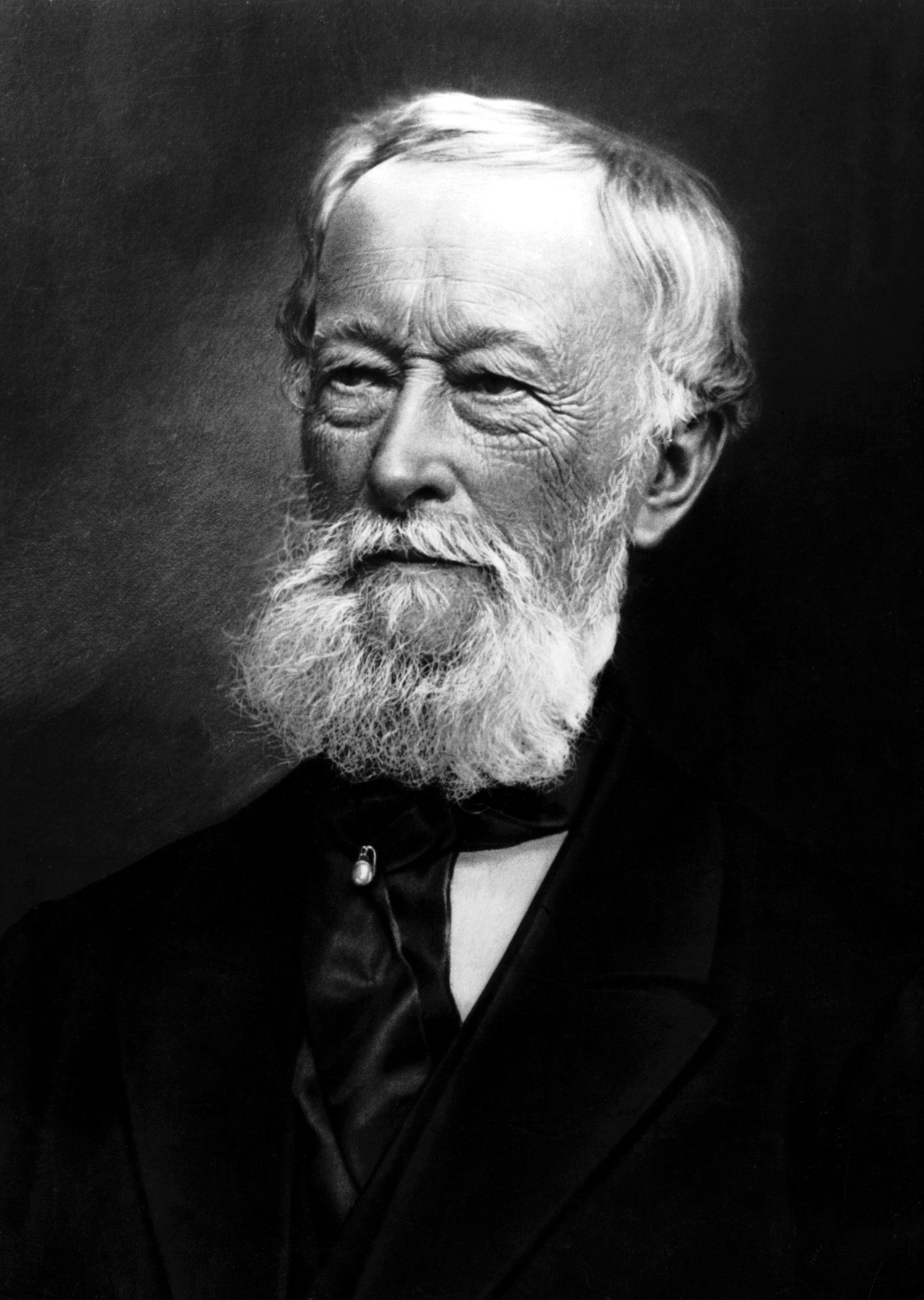
Alfred Krupp (1812–1887), deutscher Industrieller und Erfinder

- Louis Constanz Berger (1829–1891), Industrieller
- Berthold von Bohlen und Halbach (1913–1987), Industrieller, jüngerer Bruder von Alfried Krupp
- Harald von Bohlen und Halbach (1916–1983), Industrieller, jüngerer Bruder von Alfried Krupp
- Franz Dinnendahl (1775–1826), Ingenieur
- Johann Dinnendahl (1780–1849), Konstrukteur und Erfinder, Bruder von Franz Dinnendahl
- Richard Foerster (1869–1940), Ingenieur und Mitglied im Aufsichtsrat der Friedrich Krupp AG
- Friedrich Grillo (1825–1888), Industrieller
- Friedrich Harkort (1793–1880), Unternehmer und Politiker
- Leopold Hoesch (1820–1899), Industrieller
- Emil Kirdorf (1847–1938), Industrieller
- Friedrich Krupp (1787–1826), Industrieller
- Alfred Krupp (1812–1887), Industrieller
- Alfried Krupp von Bohlen und Halbach (1907–1967), Industrieller
- Jacob Mayer (1813–1875), Industrieller
- Robert Müser (1849–1927), Industrieller
- William Thomas Mulvany (1806–1885), Industrieller
- Hugo Stinnes (1870–1924), Industrieller und Politiker
- August Thyssen (1842–1926), Industrieller
- Fritz Thyssen (1873–1951), Industrieller
- Adolf Wirtz (1872–1953), Ingenieur und Industrie-Manager

### Management und Unternehmen

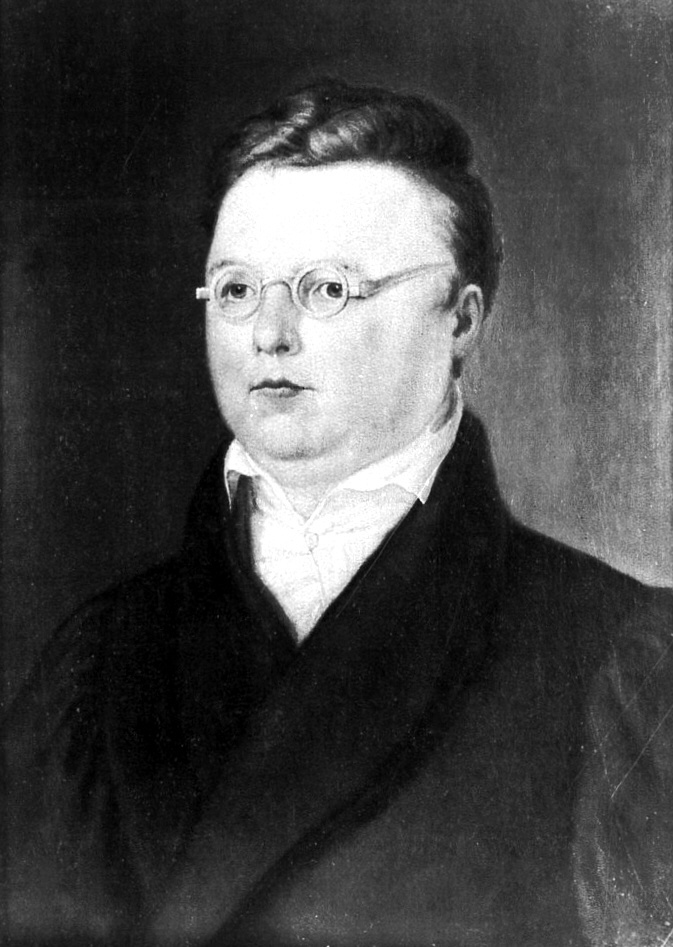
Friedrich Arnold Brockhaus (1772–1823), Verleger und Gründer des Verlagshauses Brockhaus

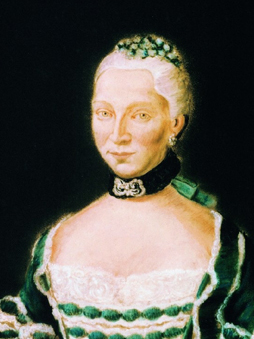
Aletta Haniel (1742–1815), Unternehmerin und Mutter von Franz Haniel

- Karl Baedeker (1801–1859), Verleger, Mitglied der Verlegerfamilie Baedeker
- Wilhelm Beermann (1936–2020), Manager
- Berthold Beitz (1913–2013), Manager
- Gerd Brachmann (* 1959), Unternehmer, Gründer und Vorstandsvorsitzender der Medion AG
- Carl Brandt (1886–1965), Unternehmer in der Lebensmittelindustrie, Gründer der Brandt Zwieback-Schokoladen GmbH
- Friedrich Arnold Brockhaus (1772–1823), Verleger und Gründer des Verlagshauses Brockhaus
- Ursula Gather (* 1953), Kuratoriumsvorsitzende der Alfried Krupp von Bohlen und Halbach-Stiftung, im Aufsichtsrat von Münchener Rück
- Dieter Gorny (* 1953), Medienmanager, Lobbyist und Musiker
- Ulrich Grillo (* 1959), Unternehmer und Verbandsfunktionär
- Wilhelm Theodor Grillo (1819–1889), Unternehmer
- Aletta Haniel (1742–1815), Unternehmerin und Mutter von Franz Haniel
- Walter Hellmich (* 1944), Fußballfunktionär und Bauunternehmer
- Jürgen Hüholdt (* 1955), Unternehmer und Publizist
- Emil Mauritz Hünnebeck (1891–1968), Bauingenieur und Stahlbauunternehmer (Firma Hünnebeck)
- Peter Knecht (1798–1852), Unternehmer
- Adolf Küppersbusch (1901–1971), Unternehmer und Wirtschaftsmanager
- Werner Müller (1946–2019), deutscher Manager, Hochschuldozent und Politiker
- Franz Xaver Ohnesorg (1948–2023), Musikmanager
- Gerd Pieper (1943–2024), Unternehmer
- Nicole Schmenk, Unternehmerin
- Erich Schumann (1930–2007), Medienmanager
- Carsten Spohr (* 1966), Luftfahrtmanager
- Klaus Steilmann (1929–2009), Textilunternehmer
- Ernst Tengelmann (1870–1954), Unternehmer

### Sonstige
- Berthold Bühler (* 1952), deutscher Koch, Restaurantbesitzer und Hotelie
- Friedrich Bunte (1858–1901), Gewerkschafter und Kaiserdelegierter von 1889
- Ulrich Feldhoff (1938–2013), Sportfunktionär
- Rüdiger Frohn (* 1950), ehemaliger deutscher Richter und politischer Beamter, Chef des Bundespräsidialamts (1999–2004)
- Karl Ganser (1937–2022), Geograph und Stadtplaner
- Gustav Lübcke (1868–1925), Kaufmann, Kunstsammler und Mäzen
- Gerd Niebaum (* 1948), Jurist und ehemaliger Rechtsanwalt und Notar. Ehem. Präsident und Vorsitzender der Geschäftsführung von Borussia Dortmund
- Adalbert von der Recke-Volmerstein (1791–1878), Gründer der Diakonie
- Oliver Scheytt (* 1958), Kulturmanager, Politiker, Pianist
- August Schmidt (1878–1965), Gewerkschafter und Mitbegründer der IG Bergbau
- Robert Schmidt (1869–1934), Bauingenieur und Stadtplaner

## Wissenschaft
- Artur Jacobs (1880–1968), Mathematiker, Pädagoge und Philosoph
- Christoph M. Schmidt (* 1962), Volkswirt und Professor für Wirtschaftspolitik und angewandte Ökonometrie
- Gerhard Mercator (1512–1594), Geograph, Kartograf, Kosmograf, Theologe und Philosoph